# Cernihivka, Domanivka
Cernihivka (în ucraineană Чернігівка) este un sat în comuna Mostove din raionul Domanivka, regiunea Mîkolaiiv, Ucraina.

## Demografie
Componența lingvistică a localității Cernihivka
     Ucraineană (86,96%)
     Rusă (8,7%)
     Română (3,26%)
     Belarusă (1,09%)
Conform recensământului din 2001, majoritatea populației localității Cernihivka era vorbitoare de ucraineană (86,96%), existând în minoritate și vorbitori de rusă (8,7%), română (3,26%) și belarusă (1,09%).